# Lady Inglis

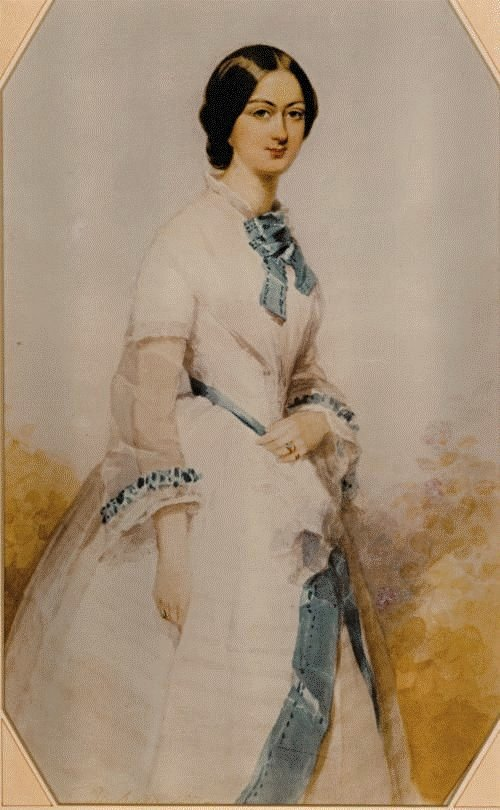
Julia Selina Inglis (geb. Thesiger) (1833–1904)

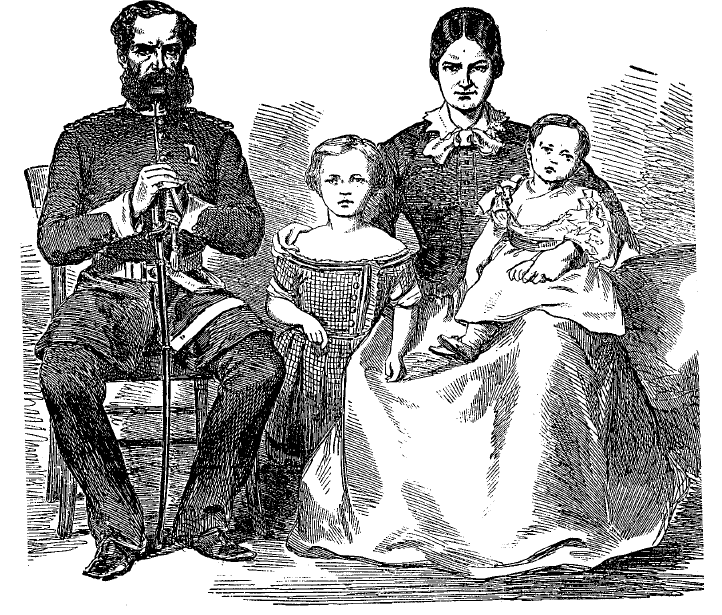
Sir John Inglis, Julia, Lady Inglis und zwei ihrer drei Kinder (Illustrated London News, 28. November 1857)

Julia Selina, Lady Inglis (geb. 19. April 1833; gest. 3. Februar 1904) war die Tochter von Frederic Thesiger, 1. Baron Chelmsford, und die Ehefrau von Generalmajor Sir John Eardley Inglis, der die britischen Truppen bei der Belagerung von Lucknow 1857 während des Indischen Aufstands von 1857 befehligte.
Sie führte ein Tagebuch über ihr Leben während der Belagerung, das unter dem Titel The Siege of Lucknow: a Diary veröffentlicht wurde und in einer Bearbeitung auch auf Deutsch erschien. Ihr Ziel war es dabei, „einen einfachen Bericht über die Ereignisse eines jeden Tages zu geben, der eine klare Vorstellung davon vermittelt, was die Garnison unter dem Kommando (ihres Mannes) getan hat“.